# Paul Baloff
Paul Baloff (25. april 1960 – 2. februar 2002) er tidligere forsanger i thrash metal-bandet Exodus.